# Herbert Jilski
Herbert Jilski (* 27. August 1893 in Breslau; † März 1979 in Freiburg im Breisgau) war ein deutscher Polizeigeneral, zuletzt SS-Brigadeführer und Generalmajor der Polizei im nationalsozialistischen Deutschen Reich. Gegen Ende des Zweiten Weltkriegs war er Befehlshaber der Ordnungspolizei (BdO) in Kroatien.

## Leben
Jilski war ab 1921 Offizier der Polizei und ab 1926 bei der Schutzpolizei in Wesermünde. Als Autor veröffentlichte er Bücher zur Polizeiausbildung, so das 1928 erschienene Buch Polizei-Taktik. Nachdem er in Stralsund einige Zeit bei der Landjägerei Dienst getan hatte, war er ab 1932 Landjägeroberaufsichtsbeamter in Potsdam. Zum 1. Mai 1933 trat er in die NSDAP ein (Mitgliedsnummer 2.279.954). 1934 wurde die Landjägerei in Gendarmerie und Jilskis Amt in Kommandeur der Gendarmerie und Führer des Gendarmeriedistrikts Potsdam II umbenannt. Nach einem Jahr wechselte er in gleicher Funktion in den Regierungsbezirk Arnsberg. Nach einem weiteren Jahr wurde er nach Bad Ems versetzt, um die Führung der dortigen Gendarmerieschule zu übernehmen. Auf diesem Posten wurde er am 1. April 1937 zum Oberstleutnant befördert. Im November 1938 ging er als Kommandeur zur Gendarmerie-Schule nach Freiburg im Breisgau. Mit der Beförderung zum Oberst am 1. Oktober 1940 wechselte er an die Spitze der Gendarmerie in Litzmannstadt im besetzten Polen. Im April 1941 übernahm er die Führung der neu gegründeten Kolonialpolizeischule Oranienburg. Ab Oktober 1942 wechselte er als Führer zur Polizei-Offiziersschule nach Berlin-Köpenick, bevor er im September 1943 auf den Balkan, als Befehlshaber der Ordnungspolizei (BdO) nach Kroatien wechselte. Dort wurde er am 20. April 1944 zum Generalmajor der Polizei befördert. Das Kriegsende erlebte er auf dieser Stelle. Nach dem Krieg nahm er in Freiburg im Breisgau seinen Wohnsitz, wo er auch verstarb.